# José Neves (empresário)

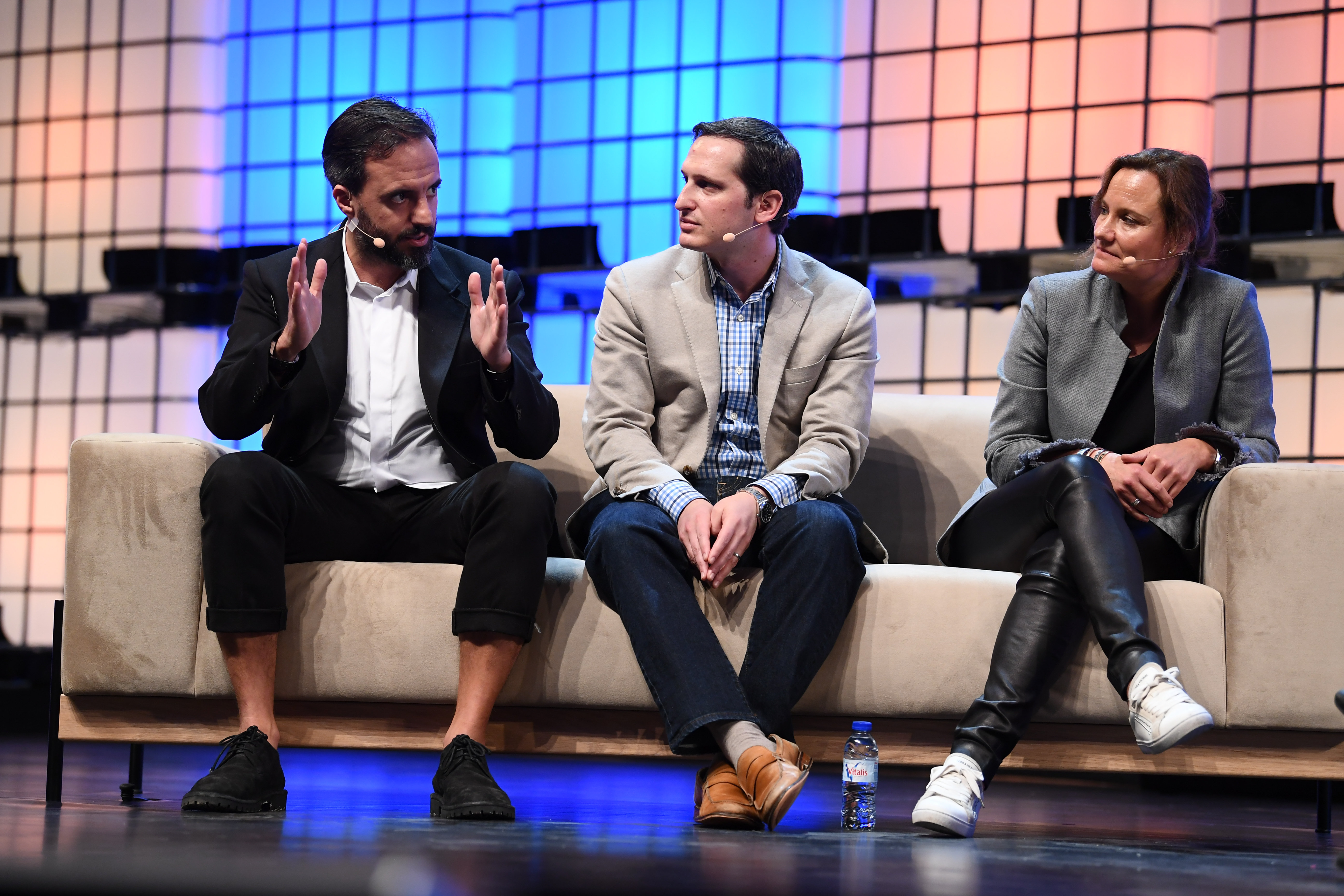
7 de novembro de 2017; José Neves, Founder & CEO, Farfetch, à esquerda, Jason Robins, Co-Founder & CEO, DraftKings, e Gillian Tans, President & CEO, Booking.com, no Center Stage durante o dia de abertura do Web Summit 2017 na Altice Arena em Lisboa. Foto de Stephen McCarthy/Web Summit via Sportsfile

José Manuel Ferreira Neves (nascido em Junho de 1974) é um empresário e bilionário português, fundador da Farfetch, uma plataforma online global de moda de luxo.

## Início de vida e juventude
Neves nasceu em Junho de 1974. Cresceu no Porto, em Portugal, onde o seu avô era dono de uma fábrica de calçado. Estudou economia na Universidade do Porto.

## Carreira
José Neves fundou a sua primeira empresa de tecnologia, Gray Matter, enquanto estudava na universidade. A empresa forneceu software para fabricantes de roupas.
No mesmo ano, fundou uma empresa de software chamada Platforme para pequenas marcas de moda em 1996. Neste ano, aos 22 anos, lançou uma marca de calçado chamada Swear e abriu uma loja em Londres. A marca vendia para outras lojas. Em 2001 abriu uma loja de venda a retalho de moda chamada bstore em Savile Row, em Londres.
Em 2008, Neves fundou a Farfetch. Em Junho de 2017, a Farfetch vendeu uma participação minoritária para a JD.com, por 397 milhões de dólares, antes do lançamento da empresa na China.
Em Setembro de 2018, após o IPO da Farfetch na Bolsa de Valores de Nova York, a participação de Neves na empresa foi avaliada em 1,4 mil milhões de dólares.

## A Fundação José Neves
Em julho de 2018, fundou a Fundação José Neves, instituição que desenvolve a sua atividade nas áreas da Educação e das competências do futuro, com a missão de auxiliar na transformação do país para uma Sociedade do Conhecimento e desenvolvimento humano.

## Vida pessoal
Neves é casado e tem cinco filhos, morando em Guimarães, Portugal. Neves tem um apartamento em Clerkenwell, Londres, e viaja muito a trabalho.